# Nikolskoje (rejon orenburski)
Nikolskoje (ros. Никольское) – wieś (sieło) w Rosji, w obwodzie orenburski, w rejonie orenburskim. W 2010 liczyła 1143 mieszkańców.

## Paleontologia
Nikolskoje jest miejscem odkrycia skamieniałości temnospondyli żyjących we wczesnym triasie (ind): Tupilakosaurus, Syrtosuchus i prawdopodobnie Stoschiosaurus. Znaleziono tu także okazy niezidentyfikowanych przedstawicieli podrodziny Cosgriffiinae.

## Urodzeni
- Wiktor Obuchow – radziecki generał pułkownik wojsk pancernych, Bohater Związku Radzieckiego.